# Sooreheemi
Sooreheemi är ett berg i Finland. Det ligger i Enontekis i landskapet Lappland, i den norra delen av landet, 1 000 km norr om huvudstaden Helsingfors. Toppen på Sooreheemi är 453 meter över havet.
Terrängen runt Sooreheemi är kuperad åt nordväst, men åt sydost är den platt.  Trakten runt Sooreheemi är nära nog obefolkad, med mindre än två invånare per kvadratkilometer. Det finns inga samhällen i närheten. Omgivningarna runt Sooreheemi är i huvudsak ett öppet busklandskap.